# Sphenosuchus
Sphenosuchus là một chi sphenosuchia tuyệt chủng từ thành hệ Elliot (tiền Jura) của châu Phi, được phát hiện và mô tả vào thế kỷ 20.Loài điển hình, Sphenosuchus acutus là loài duy nhất của chi này đã được mô tả.